# Підвищення

Підвищення — кут між червоним і синім променями.

Підвищення (елевація) — кут (кутова висота) об'єкта спостереження (земного предмета, літального апарата, небесного світила тощо) над істинним горизонтом. Підвищення спільно з азимутом служить для визначення напрямку на об'єкт.

## Балістика
В балістиці кут підвищення — кут між горизонтальною площиною і напрямком каналу ствола артилерійської системи.

## Астрономія
В астрономії ця ж величина називається висотою світила над горизонтом, або просто висотою.